# Андерссон, Кристина
Мария Кристина Андерссон (швед. Maria Kristina Andersson, род. 20 мая 1965 года, Сольна, Швеция) — шведская горнолыжница, участница трёх зимних Олимпийских игр.

## Спортивная биография
21 декабря 1986 года Кристина Андерссон дебютировала в Кубке мира на этапе в Валь-Зольдана. В следующий раз на этапе мирового кубка Кристина выступила лишь через год. В 1988 году шведская горнолыжница дебютировала на зимних Олимпийских играх в Калгари. В соревнованиях в гигантском слаломе Андерссон в первой попытке показала 32-е время (1:04,01), а во второй попытке 21-е (1:11,08) и в итоге с общим временем 2:15,09 Кристина заняла итоговое 22-е место. В слаломе Андерссон не смогла завершить первую попытку и выбыла из дальнейшей борьбы. В сезоне 1990/91 Андерссон впервые удалось попасть на подиум Кубка мира, став третьей на этапе в канадском Лейк Луизе.
В 1992 году на зинмих Олимпийских играх Андерссон вновь выступила в двух дисциплинах. В слаломе после первой попытки Кристина шла на 6-м месте, но после не самой удачной второй попытки Андерссон откатилась на 11-е место. В гигантском слаломе шведская спортсменка осталась на 10-м месте. Своего лучшего результата на чемпионатах мира Кристина добилась в 1993 году на первенстве в японском городе Мориока. По итогам двух попыток в слаломе Андерссон показала время 1:28,69 и заняла обидное 4-е место, уступив всего 0,04 с. австрийской горнолыжнице Эльфи Эдер. В том же году Андерссон стала обладательницей Кубка Европы в общем зачёте, а также второе место в зачёте гигантского слалома.
В 1994 году Андерссон выступила на своих третьих зимних Олимпийских играх. В слаломе шведской горнолыжнице не удалось показать высоких результатов и она заняла итоговое 19-е место, а в гигантском слаломе Андерссон не смогла завершить первую попытку. В 1995 году шведская спортсменка стала второй в общем зачёте Кубка Европы и первой в слаломе.
В сезоне 1994/95 Андерссон одержала свою единственную победу в рамках Кубка мира, победив в слаломе на этапе в словенском Мариборе.
В 1999 году Андерссон завершила свою спортивную карьеру.

## Победы на этапах Кубка мира (1)
| № | Сезон   | Дата       | Место   | Дисциплина |
| - | ------- | ---------- | ------- | ---------- |
| 1 | 1995/96 | 7 янв 1996 | Марибор | Слалом     |